# Сечение (теория на множествата)
Под сечение на две множества А и В разбираме множеството {\displaystyle C=A\cap B:=\{x\in A} и {\displaystyle x\in B\}}.
За операцията сечение на множества важат комутативният и асоциативният закон;
- {\displaystyle A\cap B=B\cap A}.
- {\displaystyle (A\cap B)\cap C=A\cap (B\cap C)}.
Между операциите обединение и сечение важат дистрибутивните закони:
- {\displaystyle (A\cap B)\cup C=(B\cup C)\cap (A\cup C)}.